# Signal (Twice)
Signal è il quarto EP del gruppo musicale sudcoreano Twice, pubblicato il 15 maggio 2017.

## Tracce
1. Signal – 3:17
2. Three Times a Day (하루에 세번?, Harue SebeonLR) – 3:11
3. Only You (Only 너?, Only NeoLR) – 3:38
4. Hold Me Tight – 3:19
5. Eye Eye Eyes – 2:55
6. Someone Like Me – 3:25

## Classifiche

### Classifiche settimanali
| Classifica (2017) | Posizione massima |
| ----------------- | ----------------- |
| Corea del Sud     | 1                 |
| Giappone          | 11                |

### Classifiche di fine anno
| Classifica (2017) | Posizione |
| ----------------- | --------- |
| Corea del Sud     | 14        |
| Classifica (2018) | Posizione |
| Corea del Sud     | 95        |

## Riconoscimenti
- Mnet Asian Music Award
  - 2017 – Nominaton Album dell'anno
- Circle Chart Music Award
  - 2018 – Nominaton Album dell'anno - secondo trimestre[5]

## Date di pubblicazione
| Paese         | Data di pubblicazione                   | Formato         | Etichetta                         | Fonti |
| ------------- | --------------------------------------- | --------------- | --------------------------------- | ----- |
| Mondo         | 15 maggio 2017                          | Musica digitale | JYP Entertainment, Genie Music    | [ 6 ] |
| Corea del Sud | 15 maggio 2017                          | Musica digitale | JYP Entertainment, Genie Music    | [ 7 ] |
| Corea del Sud | 16 maggio 2017                          | CD              | JYP Entertainment, Genie Music    | [ 8 ] |
| Thailandia    | 24 novembre 2017 (edizione thailandese) | CD + DVD        | JYP Entertainment, BEC-Tero Music | [ 9 ] |